# Binche-Chimay-Binche 2014
La Binche-Chimay-Binche 2014, nota anche come Mémorial Frank Vandenbroucke, diciottesima edizione della corsa, valida come evento dell'UCI Europe Tour 2014 categoria 1.1, si svolse il 7 ottobre 2014 per un percorso di 194,5 km, con partenza ed arrivo a Binche, in Belgio. Fu vinta dal ceco Zdeněk Štybar, al traguardo in 4h25'17" alla media di 43,99 km/h, precedendo il tedesco John Degenkolb e il belga Jens Debusschere, piazzatosi terzo.
Dei 135 ciclisti iscritti furono in 133 a partire e in 50 a completare la gara.

## Squadre partecipanti
| N.    | Cod. | Squadra                 |
| ----- | ---- | ----------------------- |
| 1-8   | LTS  | Lotto-Belisol           |
| 11-18 | ALM  | AG2R La Mondiale        |
| 21-28 | BEL  | Belkin Pro Cycling Team |
| 31-36 | BMC  | BMC Racing Team         |
| 41-48 | OPQ  | Omega Pharma-Quick Step |
| 51-58 | EUC  | Team Europcar           |
| 61-68 | GIA  | Team Giant-Shimano      |
| 71-78 | BSE  | Bretagne-Séché          |
| 81-87 | COF  | Cofidis                 |

| N.      | Cod. | Squadra                        |
| ------- | ---- | ------------------------------ |
| 91-98   | TSV  | Topsport Vlaanderen-Baloise    |
| 101-108 | WGG  | Wanty-Groupe Gobert            |
| 111-118 | JTW  | Josan-ToWin Cycling Team       |
| 121-128 | WIL  | Vérandas Willems               |
| 131-138 | VER  | Veranclassic-Doltcini          |
| 141-148 | VAS  | Vastgoedservice-Golden Palace  |
| 151-158 | CCB  | Color Code-Biowanze            |
| 161-168 | WBC  | Wallonie-Bruxelles             |
| 171-178 | PCW  | T.Palm-Pôle Continental Wallon |

## Ordine d'arrivo (Top 10)
| Pos. | Corridore           | Squadra       | Tempo    |
| ---- | ------------------- | ------------- | -------- |
| 1    | Zdeněk Štybar       | Omega Pharma  | 4h25'17" |
| 2    | John Degenkolb      | Giant-Shimano | a 2"     |
| 3    | Jens Debusschere    | Lotto-Belisol | s.t.     |
| 4    | Greg Van Avermaet   | BMC           | s.t.     |
| 5    | Sep Vanmarcke       | Belkin        | a 4"     |
| 6    | Oliver Naesen       | Lotto-Belisol | s.t.     |
| 7    | Jonas Van Genechten | Lotto-Belisol | a 5"     |
| 8    | Tiesj Benoot        | Lotto-Belisol | a 6"     |
| 9    | Michael Van Staeyen | Topsport Vl.  | a 7"     |
| 10   | Jempy Drucker       | Wanty-Gobert  | s.t.     |